# Тарсис, Валерий Яковлевич
Валерий Яковлевич Тарсис (1906, г. Киев — 1983, г. Берн) — советский писатель и переводчик, диссидент. Лишён гражданства СССР 17 февраля 1966 года (указ отменён в 1990).

## Биография
Валерий Тарсис родился в 1906 году в Киеве. Его мать была украинкой, а отец имел греческое происхождение, работал на известном предприятии «Братья Нобель», после революции проживал в Баку, где был арестован и в 1942 году погиб в лагере. В 1924 году Тарсис окончил среднюю школу № 10 в Киеве, в 1929 году — историко-филологический факультет Ростовского университета, где получил специализацию по западноевропейской литературе и защитил кандидатскую диссертацию на тему «Поэзия раннего Ренессанса».
В том же году вышла первая книга Тарсиса — справочник «Современные иностранные писатели». В 1935 году в журнале «Новый мир» был напечатан первый рассказ Тарсиса — «Ночь в Харачое», а в 1938 году вышла его первая повесть — «Дездемона». До 1937 года Тарсис был одним из редакторов в издательстве «Художественная литература».
Постепенно перешёл от литературоведческих работ к переводам. Результатом переводческой работы Тарсиса стали 34 книги, переведённые им в течение жизни с разных иностранных языков, преимущественно с французского и итальянского. Помимо них Тарсис овладел также немецким, английским, испанским и польским.
Во время войны был корреспондентом армейской газеты. Участвовал в Сталинградской битве, был ранен и около года пролежал в госпитале.
После войны Тарсис вновь занялся переводами, одновременно писал сатирические романы. В 1961 ему удалось переправить свои рукописи в Англию. Его «Сказание о синей мухе», распространяемое самиздатом, вызвало недовольство высших лиц власти, в первую очередь Н. С. Хрущёва, по указанию которого Тарсиса поместили в психбольницу 23 августа 1962 г. Освобождён в марте 1963 после международных протестов. В этом же году объявил о своём выходе из КПСС и СП СССР. Семимесячное пребывание в психбольнице было положено в основу автобиографической повести «Палата № 7», которая вышла в журнале «Грани».
Был редактором самиздатского журнала «Сфинксы» (1965).
В 1966 году власти предоставили Тарсису право выезда за границу (разрешение подписано 7 февраля), но уже 19 февраля «за поступки, порочащие гражданина СССР» лишили его советского гражданства и права на возвращение в СССР.
В 1966—1970 годах жил в ФРГ, затем обосновался в Швейцарии. Написал там ряд романов, пьес, стихов, многие из которых остались неопубликованными.
В 1971 году Тарсис дал свои показания о злоупотреблении психиатрией в СССР для публикации в книге «Казнимые сумасшествием».
Умер в Берне у себя дома в 1983 году.
Первая жена — Роза Яковлевна Алкснис, дочь двоюродного брата Я. Алксниса. Вторично женился в 1967 г. на гражданке Швейцарии Ханни Тарсис.

## Произведения

### Романы
- Роман «Комбинат наслаждений» Трилогия 1967, 563 с., издательство «Посев».
- «Рискованная жизнь Валентина Алмазова». Цикл из 9 книг, из которых вышло две:
  - 1. «Столкновение с зеркалом» 1970, 405 с., издательство «Посев».
  - 8. «Недалеко от Москвы» 1981 306 с издательство «Посев».
- Исторический роман «Флорентийская лилия».
- «Мои братья Карамазовы» (неопубликован).

### Повести
- «Дездемона» «Новый мир» 1938, № 9.
- «Сказание о синей мухе» — «Красное и чёрное» 1963, 167 с., издательство «Посев».
- «[www.belousenko.com/books/Tarsis/TarsisPalata7.rar Палата № 7]» С предисл. автора «Три года спустя». 1966, 148 с., издательство «Посев».
- «Седая юность. — Рассказы, написанные иголками в уголках глаз.» 1968, 291 с., издательство «Посев».

### Рассказы
- Ночь в Харачое // «Новый мир», 1937, № 5
- Дездемона // «Новый мир», 1938, № 9